# 更級村

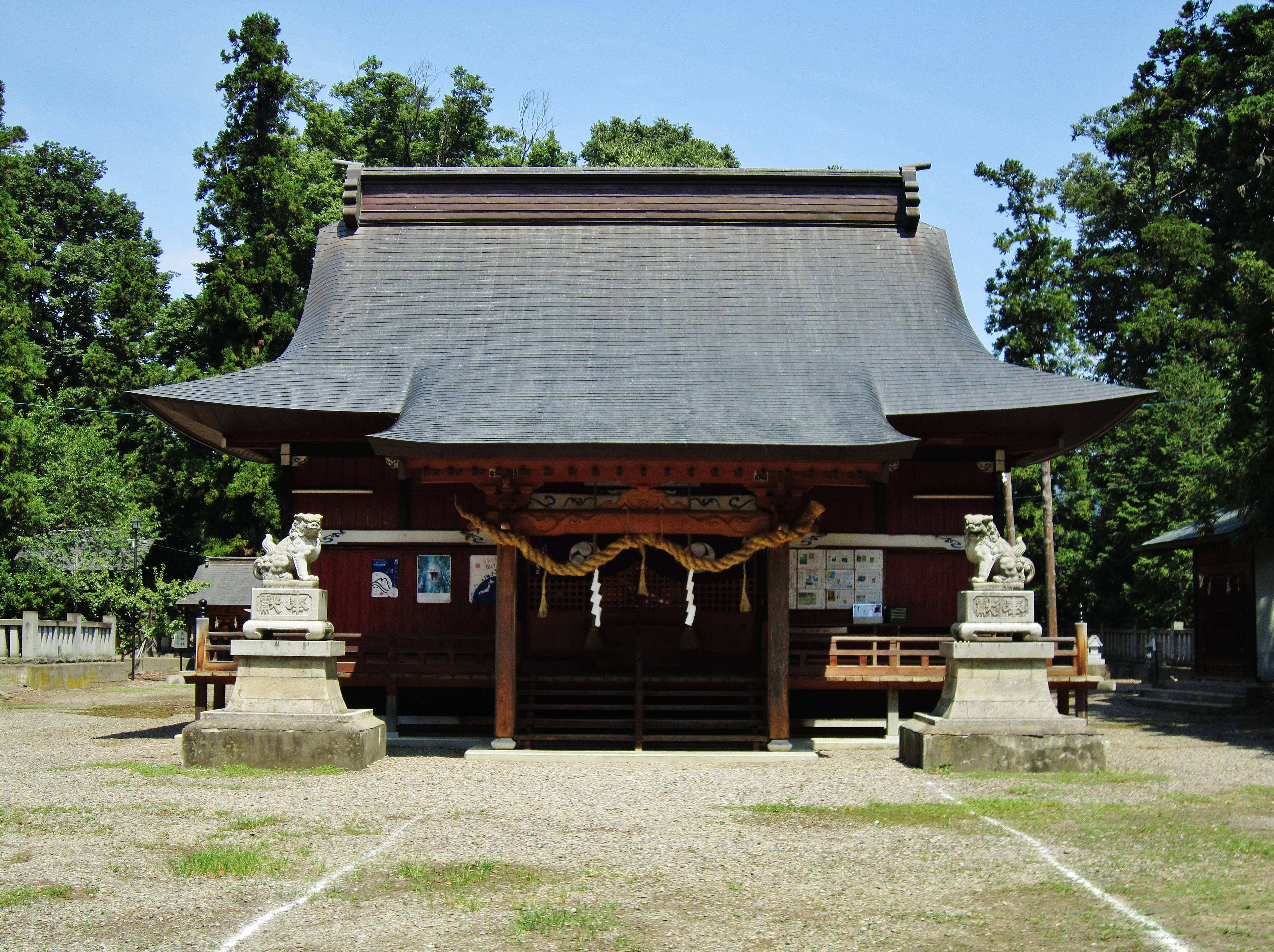
佐良志奈神社

更級村（さらしなむら）は長野県更級郡にあった村。現在の千曲市大字羽尾・若宮・須坂にあたる。

## 地理
- 山：冠着山（姨捨山）
- 河川：千曲川

## 歴史
- 1873年（明治6年）7月 - 羽尾、須坂、若宮三村の学校組合を仙石組に設立。鼎立学校と支校を羽尾、若宮に置く。[1]
- 1879年（明治12年）12月 - 羽尾村の村誌が成り、県に進達。[1]
- 1880年（明治13年） 1月 - 若宮村の村誌が成り、県に進達。[1]
- 1883年（明治16年）12月 - 冠着山が村有林として下付され若宮、羽尾、須坂、上徳間、内川、千本柳の各村で経営。[1]

しかし羽尾村は山麓一帯の所有権を主張。これに対し明治17年2月千本柳、内川、上戸倉、若宮、須坂は米沢瀧兵衛（千本柳）と高松佐源治（若宮）を大総代として共有権確認の訴訟を起こした。明治18年4月長野県始審裁判所は原告敗訴となったが東京控訴裁判所に上告。この日、羽尾との共有権が原告側に認められて確定した。だが判決後も紛争は深刻化し明治20年5月には暴動化寸前まで至ったのを戸倉村の坂井良之助県会議員の調停でようやく落着を見た。
- 1886年（明治19年）4月 - 鼎立学校を羽尾学校と改称。[1]
- 1888年（明治21年）12月19日 - 羽尾村、若宮村、須坂村の合併に当たり、更級村の村名命名について理由書を県に提出。[1]
- 1889年（明治22年）
  - 4月1日 - 町村制の施行により、羽尾村・若宮村・須坂村の区域をもって更級村が発足。初代村長の塚田小衛門雅丈が平安時代中期から歌われた名月のオバステ山は、その麓を古代の官道である東山道支道が通っていた冠着山のことであると主張して中央関係機関に活発な請願活動を展開した。これにより国土地理院発行の地図には「冠着山（姨捨山）」と表記されるようになった。
  - 羽尾学校を羽尾尋常小学校と改称。[1]
- 1890年（明治23年）
  - 6月11日 - 中村忠右衛門が村長に就任。[1]
  - 12月5日 - 金井寿作が村長に就任。[1]
- 1892年（明治25年）4月1日 - 羽尾尋常小学校を更級尋常小学校に改称。[1]
- 1896年（明治29年）戌の満水以来とされる水嵩の洪水災害が発生。
- 1898年（明治31年）
  - 3月12日 - 宮川源六が村長に就任。[1]
  - 4月1日 - 更級尋常小学校を更級尋常高等小学校と改称。[1]
- 1899年（明治32年）
  - 12月20日 - 村役場庁舎を仙石地区に新築。[1]
  - 五加銀行の支店を仙石地区に開店。[1]
- 1900年（明治33年）7月1日 - 大谷銀兵衛が村長に就任。[1]
- 1901年（明治34年）6月7日 - 豊城啓次が村長に就任。[1]
- 1904年（明治37年）
  - 1月 - 更級小学校に雨天体操場が竣工。[1]
  - 2月29日 - 中村与五作が村長に就任。[1]
- 1906年（明治39年）7月 - 更級小学校5年生以上と同窓会などが学校林に落葉松6600本を植樹。[1]
- 1907年（明治40年）11月 - 更級小学校に仙石区が学有林として3町2反歩を寄付。（仙石区小滝神社記念碑）
- 1908年（明治41年）6月 - 更級小学校の校歌（浅井冽詞、福井直秋曲）制定。[1]
- 1909年（明治42年）6月 - 更級小学校平屋建て校舎が竣工。[1]
- 1910年（明治43年）8月9～11日 - 大豪雨105.4mmを記録する明治期最大の千曲川大洪水。須坂下中島堤防300間欠潰・浸水10町歩・流失家屋1戸・浸水家屋5戸の大災害が発生（明治43年の大水害）。[1]
- 1911年（明治44年）12月15日 - 矢島五郎兵衛が村長に就任。[1]
- 1914年（大正3年）
  - 6月 - 大正橋株式会社の株式40株（2000円）応募を更級村会が決議。[1]
  - 6月18日 - 板橋の大正橋が竣工。渡り初めが行われた。渡橋賃1人1銭。[1]
- 1916年（大正5年）
  - 5月 - 羽尾4・5区長が前年の大旱魃に懲りて連名で雄沢川池守に溜池築造の申請書を提出。[1]
  - 7月 - 仙石新道仙石～本田間が竣工。[1]
- 1917年（大正6年）
  - 5月11日 - 更級小学校新築並びに里道羽尾箭開通の祝賀式。[1]
  - 12月27日 - 上山田・戸倉両村に対し更級村が若宮大日方地籍の村堺除去を申し入れ。[1]
- 1918年（大正7年）11月 - 羽尾地区に電気無尽が発足。[1]
- 1920年（大正9年）
  - 3月18日 - 水井国治郎が村長に就任。[1]
  - 3月25日 - 戸倉村との境界について赤星典太県知事が裁定。[1]
- 1921年（大正10年）10月29日 - 塚田五作が村長に就任。[1]
- 1922年（大正11年）
  - 1月11日 - 若宮の和田孫四郎他99名に対し戸倉村が地区の境界線を確認。[1]
  - 12月 - 大正橋が県営となり通行料金が無料となる。[1]
- 1924年（大正13年）3月 - 更級小学校本校舎を増築。[1]
- 1925年（大正14年）
  - 10月29日 - 北村甚兵衛が村長に就任。[1]
  - 10月 - 上山田・八幡間に定期バスが開業。[1]
- 1926年（大正15年）
  - 5月 - 川中島駅・上山田間のバスが開業。[1]
  - 7月1日 - 更級青年訓練所が開設。[1]
- 1927年（昭和2年）
  - 4月  - 冠着山共有地100町歩の官行造林が始まる。[1]
  - 12月12日 - 中村行治郎が村長に就任。（同上）
  - 12月 - 姨捨・上山田間に定期バスが開業。（同上）
- 1929年（昭和４年）
  - 5月 - 更級小学校に講堂が竣工。[1]
  - 8月 - 戸倉村との境界線の訴訟事件が和解。[1]
- 1930年（昭和5年）
  - 11月13日 - 更級小学校にドイツ製ピアノを購入。[1]
  - 更級郵便局が仙石地籍に開局。[1]
- 1931年（昭和6年）
  - 6月26日 - 堀口万吉が村長に就任。[1]
  - 12月20日 - 大正橋が板橋から鉄筋コンクリート橋となって竣工。渡り初め式に祝賀飛行機も飛来。[1]
- 1935年（昭和10年）
  - 4月1日 - 更級青年訓練所が更級実業補習学校と併合．更級青年学校と改称。[1]
  - 6月26日 - 北村甚兵衛が村長に就任。[1]
- 1938年（昭和14年）
  - 4月1日 - 青年学校が義務化。消防組は警防団に改組。[1]
  - 7月13日 - 佐良志奈神社の細形銅剣が重要美術品として文部省認定。[1]
- 1940年（昭和15年）満州開拓団更級郷136戸が虎林県東安に入植。満蒙開拓青少年義勇軍も更級郡は60名を送出。[1]
- 1941年（昭和16年）
  - 4月1日 - 小学校を国民学校と改称。[1]
  - 更級村酪農組合を結成。国民保険に加入。[1]
  - 7月15日 - 長野市長沼で震度6の地震発生。
- 1942年（昭和17年）12月31日 - 中村熊三郎が村長に就任。[1]
- 1944年（昭和19年）
  - 2月19日 - 大谷重信が村長に就任。[1]
  - 更級国民学校に西巣鴨第三国民学校からの疎開学童491名を受け入れ。
  - 陸軍兵籍編入が17才以上男子となる。[1]
- 1945年（昭和20年）8月24日 - 上水保雄が村長に就任。[1]
- 1955年（昭和30年）4月1日 - 埴科郡戸倉町と合併し、改めて埴科郡戸倉町が発足。同日更級村廃止。
- 1961年（昭和36年）-　初代村長の意を受けた在京の村出身者らが旧村内の姨捨山冠着宮遙拝所に棄老イメージ払拭と建部大垣の事跡顕彰を願って姨捨孝子観音を建立。
- 1965年（昭和40年）8月3日 - 松代群発地震が始まる。
- 2003年（平成15年）9月1日 - 上山田町が更埴市・埴科郡戸倉町と合併して千曲市が発足。

## 交通

### 鉄道路線
村域を日本国有鉄道の篠ノ井線が通過したが、駅は所在しなかった。

### 道路
現在は旧村域を長野自動車道が通過するが、当時は未開通。